# هيروه كيكاي
هيروه كيكاي (18 مارس 1945 - 19 أكتوبر 2020)، هو مصور فوتغرافي ياباني، إشتهر داخل اليابان بأربع سلاسل من الصور أحادية اللون: مشاهد لمباني في طوكيو وبالقرب منها، وصور لأشخاص في أساكوسا منطقة طوكيو، والحياة الريفية وبلدة في الهند وتركيا.

## روابط خارجية
- الموقع الإلكتروني المصاحب لمعرض باريس 2015 "Tôkyô: voyage à Asakusa" باللغة الفرنسية
- " هيروه كيكي ". Crevis (クレヴィス؟) .
- فاليس ، جريج. " هيروه كيكي ". صالون الأحد. يوتا القبلية التصوير. باللغة الإنجليزية
- فيوستل ، مارك. " هيروه كيكي يتحدث عن التصوير الفوتوغرافي ". LensCulture . 2008. مقابلة مع 10 صور عينة. باللغة الإنجليزية
- فيوستل ، مارك. " هيروه كيكي: رجل في الكون ". عينان. 10 فبراير 2010. مقابلة مع عينة من الصور. باللغة الإنجليزية
- " هيروه كيكي ". استوديو Equis. سيرة ذاتية قصيرة مع مجموعة من الصور التي يتطلب عرضها Flash Player 8. باللغة الإنجليزية
- " هيروه كيكي ". معرض يانسي ريتشاردسون (نيويورك). صور من سلسلة "Persona" ("Asakusa Portraits").
- "Hiroh Kikai 'Asakusai portréi" "=" مقابلة مع Hiroh Kikai " . معرض Liget. ترجمات مقابلة طويلة مع Kikai بواسطة Noriko Fuku. باللغة المجرية
- كيكي هيروه. " Yurari-yurayura-ki " (ゆらりゆらゆら記). سلسلة من المقالات ، كل منها مصور بالصور. باللغة اليابانية
- " Kikai Hiroo " ، Shashin shika dekinai koto (写真しかできないこと) ، المصور 2007. فوجي فيلم. عينات من أعمال كيكي. باللغة اليابانية
- ميرابول ، إيفان. " تأملات من رحلة إلى اليابان (III) Kikai ." فيجيتيف فيجن ، 13 نوفمبر 2007. يعلق ميرابول على سلسلة صور أساكوسا. باللغة الإنجليزية
- صور أساكوسا بواسطة Hiroh Kikai (PDF) ، Liget Galéria ، بودابست. اقتراح مصور ببذخ للمعرض.